# Localidades balnearias del mar Argentino

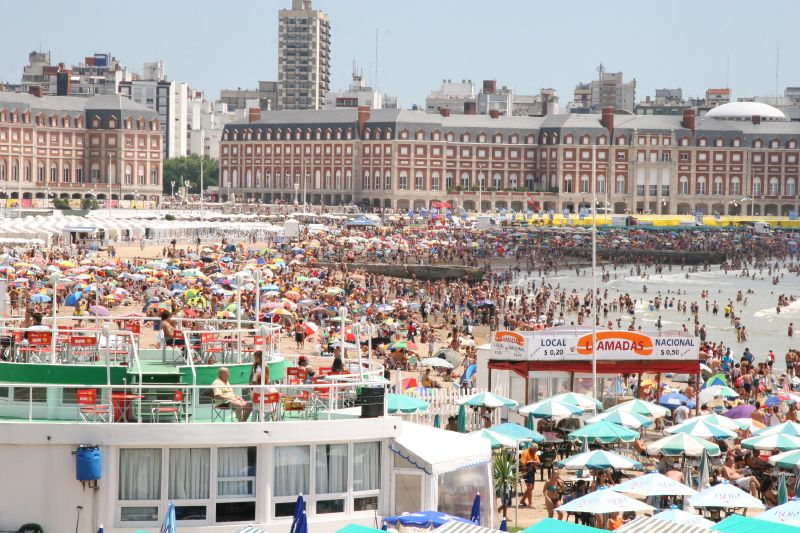
Vista de Mar del Plata durante la temporada de verano, en la que recibe millones de turistas.

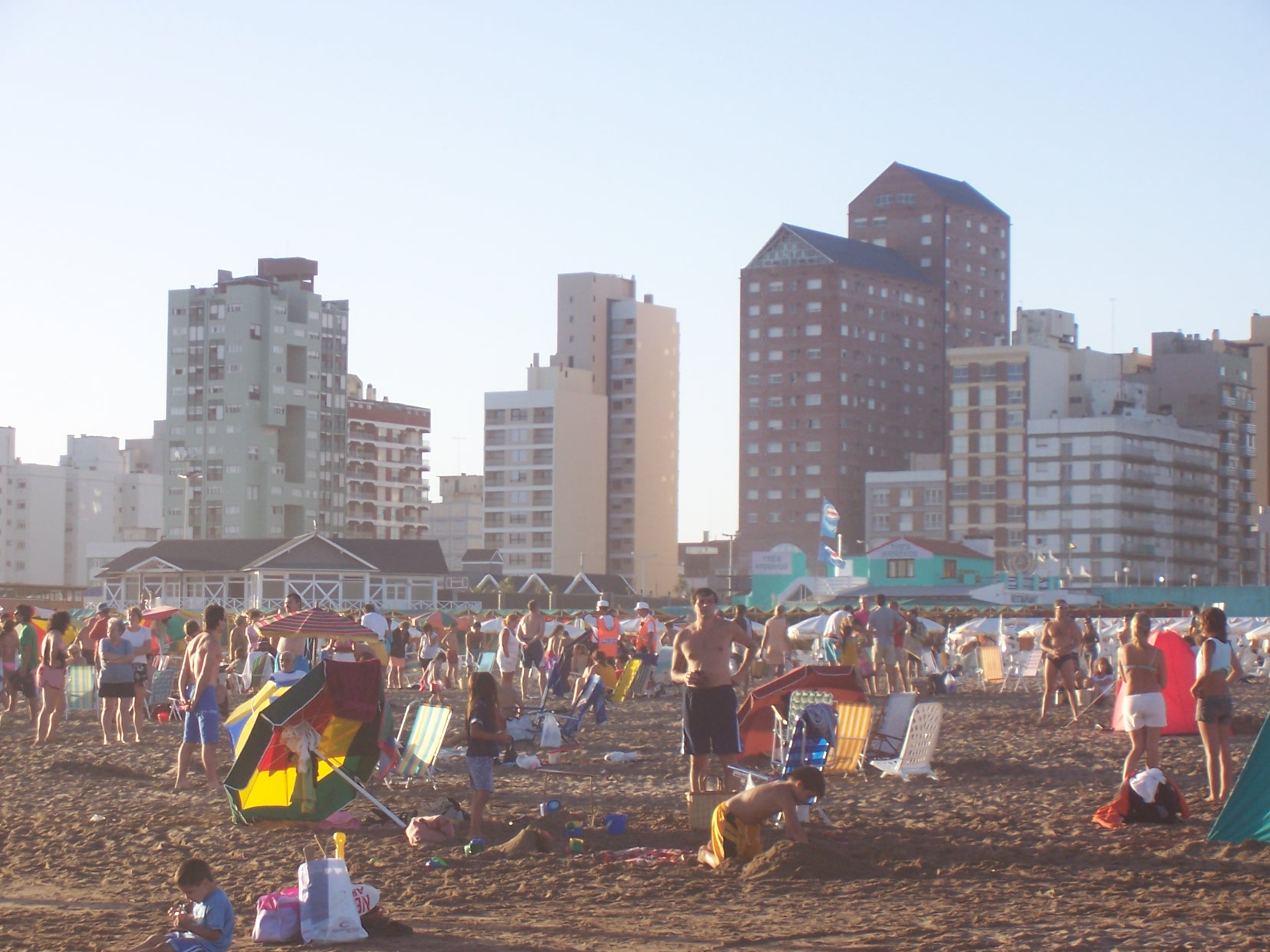
Playas de Necochea, la segunda ciudad balnearia por cantidad de habitantes (si bien por ser la más alejada de Buenos Aires recibe comparativamente menos turistas que el resto)

La Costa Atlántica, también llamada «La Costa», es una denominación popular en Argentina para referirse a las ciudades con turismo estival basado en el atractivo "playa" (centros balnearios); todas son lindantes con el Océano Atlántico. Cada verano, son escogidas por millones de personas como destino para vacacionar Con el sentido referido, la "Costa Atlántica" en Argentina abarca el litoral del mar Argentino de las provincias de Buenos Aires, Río Negro, Chubut, Santa Cruz y Tierra del Fuego AIAS.
Esta región destaca por sus amplias playas, algunas de las cuales permanecen vírgenes, los médanos y los bosques que se extienden a lo largo de la costa, dando lugar al nacimiento de pequeños asentamientos, ideales para el descanso. 
Cabe decir que cada ciudad posee su encanto particular, y si bien comparten ciertos rasgos geográficos, se diferencian notablemente las unas de las otras.

## Clima
El clima de la Costa Atlántica es templado con 4 estaciones, generalmente húmedo en la provincia de Buenos Aires (salvo en su extremo sur), con cerca de 900mm de precipitación, y muy árido hacia el sur, con zonas por debajo de 200 mm.
Debido a las corrientes marinas, las temperaturas no decrecen gradualmente de norte a sur. En general, el clima es cálido entre diciembre y febrero (25 a 30 grados celsius durante el día), aunque las noches son generalmente frescas, y pueden producirse cortos períodos de temperaturas mucho más bajas, así como olas de calor. El mes de marzo puede presentarse cálido, aunque también son frecuentes las irrupciones de aire más frío proveniente del sur. La época de pascuas suele marcar el fin de la temporada para muchos turistas, ya que si bien pueden producirse días cálidos más tarde, el clima comienza a ser mucho más fresco (más al sur, el otoño llega más temprano).
Durante el invierno (junio a agosto) las temperaturas suelen alcanzar entre 10 y 15 grados durante el día, bajando a entre 0 y 5 grados por la noche. Son frecuentes las heladas hasta 5 grados bajo cero, y suelen producirse nevadas de baja intensidad, dejando a veces pequeñas acumulaciones de nieve.
Durante la primavera se producen grandes variaciones de temperatura: se puede pasar de máximas de 30 grados a máximas de 10 grados en pocos días, aunque el agua se mantiene fría.

## Ciudades según población
En esta tabla se detallan las ciudades ribereñas al océano Atlántico según la cantidad de habitantes que tienen.

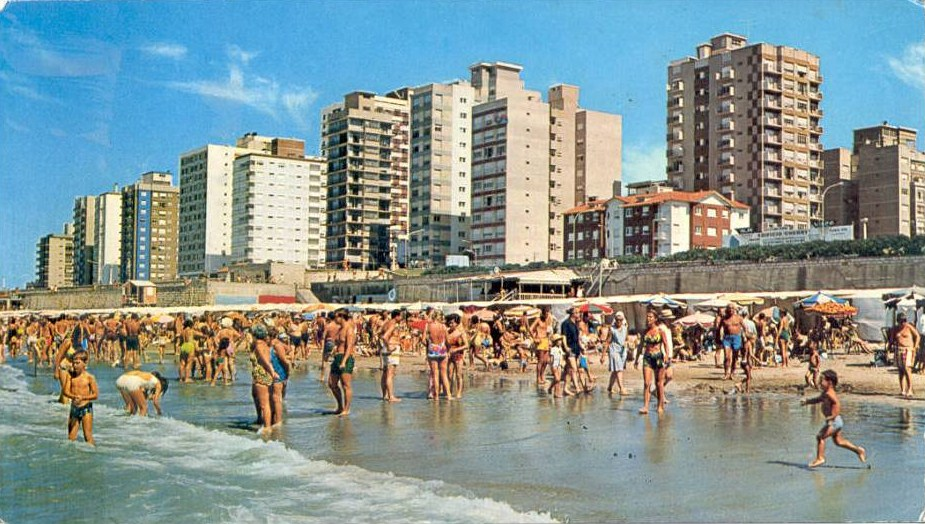
Ciudad de Miramar en una postal de la década de 1970

|    | Ciudad/Balneario   | Provincia             | Población (2016)[cita requerida] |
| -- | ------------------ | --------------------- | -------------------------------- |
| 1  | Mar del Plata      | Buenos Aires          | 656 456                          |
| 2  | Bahía Blanca       | Buenos Aires          | 301 572                          |
| 3  | Comodoro Rivadavia | Chubut                | 217 593                          |
| 4  | Puerto Madryn      | Chubut                | 111 447                          |
| 5  | Necochea           | Buenos Aires          | 92 933                           |
| 6  | Caleta Olivia      | Santa Cruz            | 69 896                           |
| 7  | Río Grande         | Tierra del Fuego AIAS | 66 171                           |
| 8  | Punta Alta         | Buenos Aires          | 58 315                           |
| 9  | Villa Gesell       | Buenos Aires          | 31 730                           |
| 10 | Miramar            | Buenos Aires          | 29 629                           |

## Buenos Aires
Partido de La Costa
- San Clemente del Tuyú, Las Toninas, Costa Chica, Santa Teresita, Mar del Tuyú, Costa del Este, Aguas Verdes, La Lucila del Mar, San Bernardo del Tuyú, Mar de Ajó, Nueva Atlantis, Villarobles, North Beach y Costa Esmeralda. Son de las más cercanas a la ciudad de Buenos Aires. En San Clemente se puede disfrutar de sus aguas termales, y de Mundo Marino, el oceanario más grande de toda América del Sur. Posee puerto, pero sobre el Río de la Plata. Al norte de esta ciudad, en la Punta Rasa, comienza la costa marítima argentina. San Bernardo es una de las playas preferidas por los adolescentes y jóvenes en el partido de La Costa por su vida nocturna durante la temporada de verano, además de sus playas.

Partido de Pinamar
- Pinamar: Es una de las preferidas por los adolescentes y jóvenes para sus vacaciones. En los últimos años, Pinamar, junto con otras ciudades de la costa, como su vecina Villa Gesell y San Bernardo, en el partido de La Costa, han presentado un alto nivel de crecimiento poblacional.
- Ostende es la localidad más antigua del Partido de Pinamar. Limita al norte con Pinamar, al noreste con Mar de Ostende, al sur con Valeria del Mar, al este con el Mar Argentino y al oeste con Gral. Madariaga. Su paisaje se caracteriza por amplias playas y grandes dunas repletas de frondosos tamariscos.
- Valeria del Mar
- Cariló: Junto con localidades vecinas, es una ciudad casi oculta, tranquila e ideal para disfrutar en soledad de la paz de los bosques. A estas localidades se las denomina ciudades lentas.

Partido de Villa Gesell
- Villa Gesell: Ciudad cabecera del partido homónimo, muy frecuentada por jóvenes y familias.Playas de Pinamar

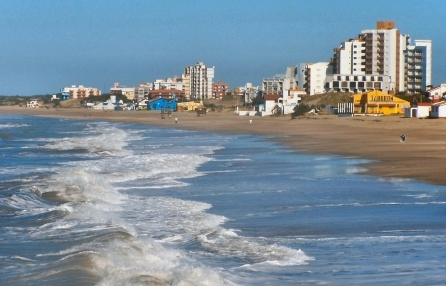
Playas de Pinamar

- Mar de las Pampas y Mar Azul: Al igual que Cariló, son ciudades tranquilas para disfrutar de la naturaleza que las rodea, sus bosques de pinos y el mar. Conforman el grupo de ciudades lentas.

Partido de Mar Chiquita
- Es un partido que cuenta con una gran cantidad de villas balnearias, como Mar Chiquita, La Baliza, La Caleta, Mar de Cobo, Camet Norte, Santa Clara del Mar, Atlántida, Frente Mar,  Santa Elena y Playa Dorada.

Partido de General Pueyrredón

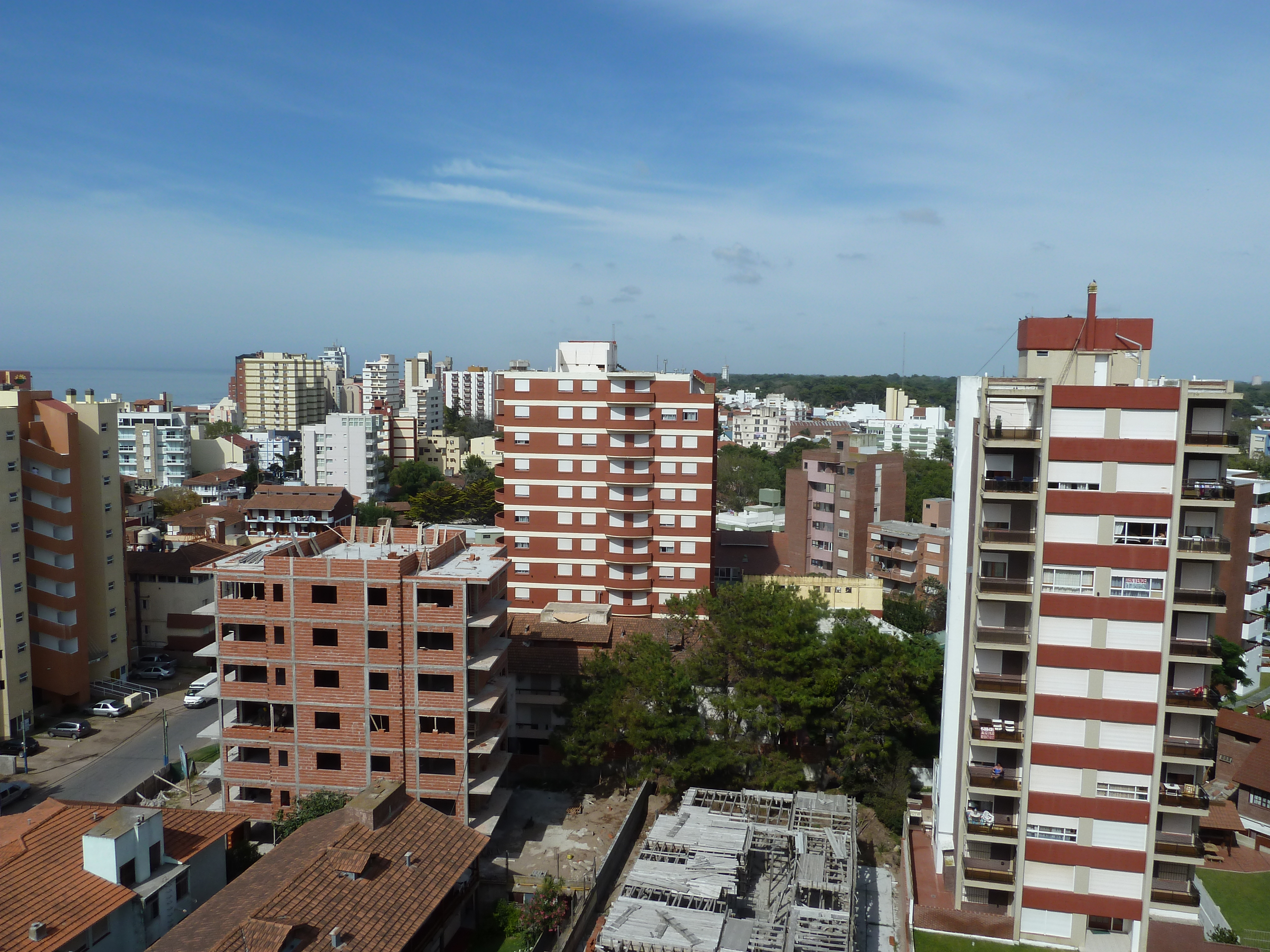
Zona céntrica de Villa Gesell

- Mar del Plata: cabecera del partido de General Pueyrredón, la "Perla del Atlántico" es la más famosa y la que atrae al mayor número de turistas del país, ya que reúne todos sus recursos naturales, desde sierras y lagunas hasta playas y bosques, con muchas ofertas de servicios y actividades y la infraestructura hotelera más amplia y variada de la Argentina.

- Chapadmalal: se ubica al sur de Mar del Plata, donde se encuentra la residencia de descanso presidencial.

- El Marquesado

Partido de General Alvarado
- Miramar: ubicada al sur de Chapadmalal, es la cabecera del partido de General Alvarado y se la conoce como "La ciudad de los niños". Al sur de esta se encuentra Mar del Sur. Estas localidades están vinculadas a Mar del Plata mediante la Ruta Provincial 11; también llega a Miramar una línea ferroviaria que pasa por Mar del Plata.
- Centinela del Mar

Partido de Lobería
- Arenas Verdes

Partido de Necochea
- Costa Bonita

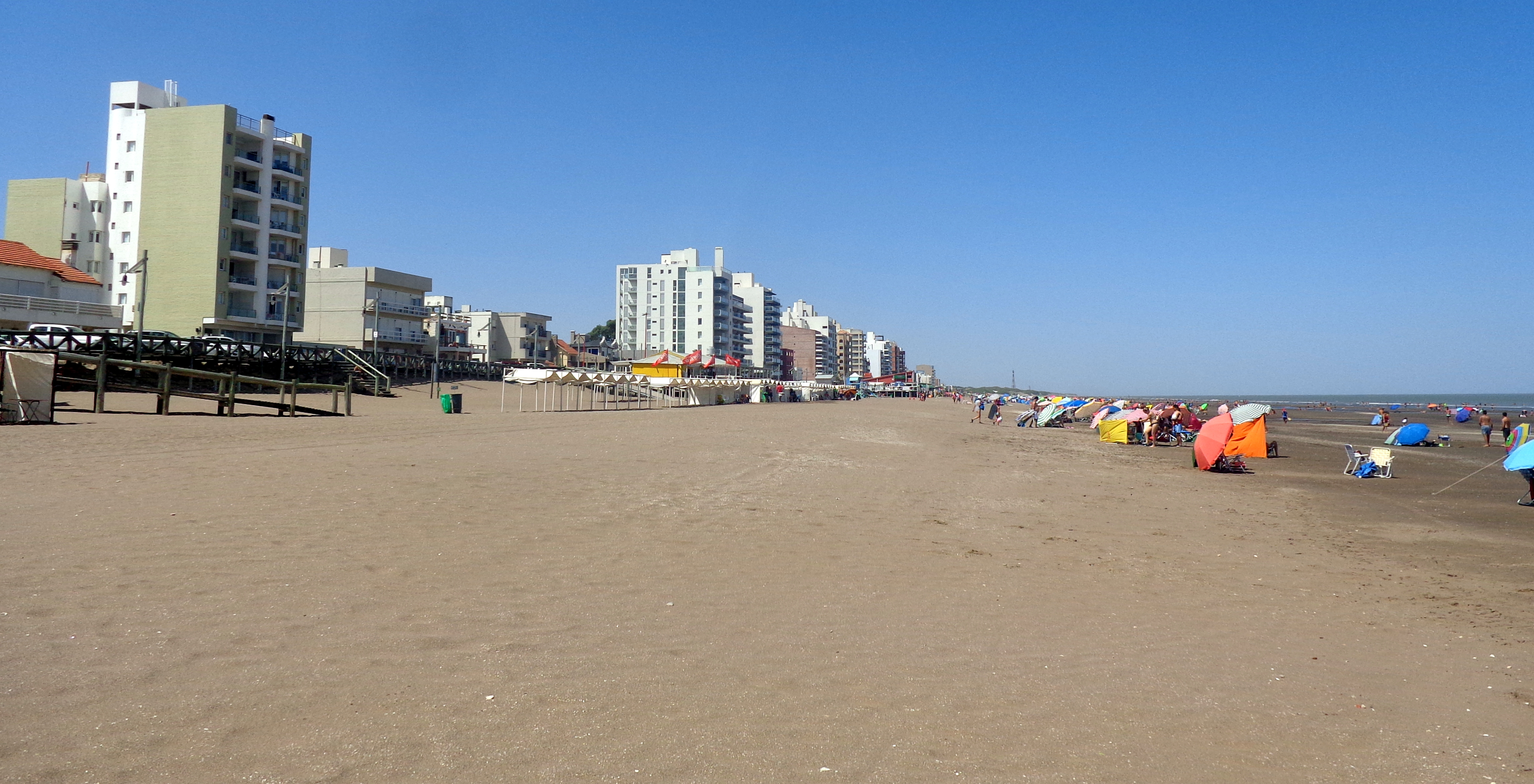
Playa de Monte Hermoso

- Playa de Monte HermosoQuequén: Las playas quequenenses presentan la particularidad de tener arena gruesa. Sus dunas y en especial su tranquilidad la hacen un lugar único para disfrutar. Es elegida como destino por surfistas y por personas que gustan de la serenidad.
- Necochea: enclavada hacia el sur de Buenos Aires, sobre el río Quequén Grande, con sus amplísimas playas de suave declive ubicadas en la Villa Díaz Vélez.

Partido de San Cayetano
- Balneario San Cayetano

Partido de Tres Arroyos

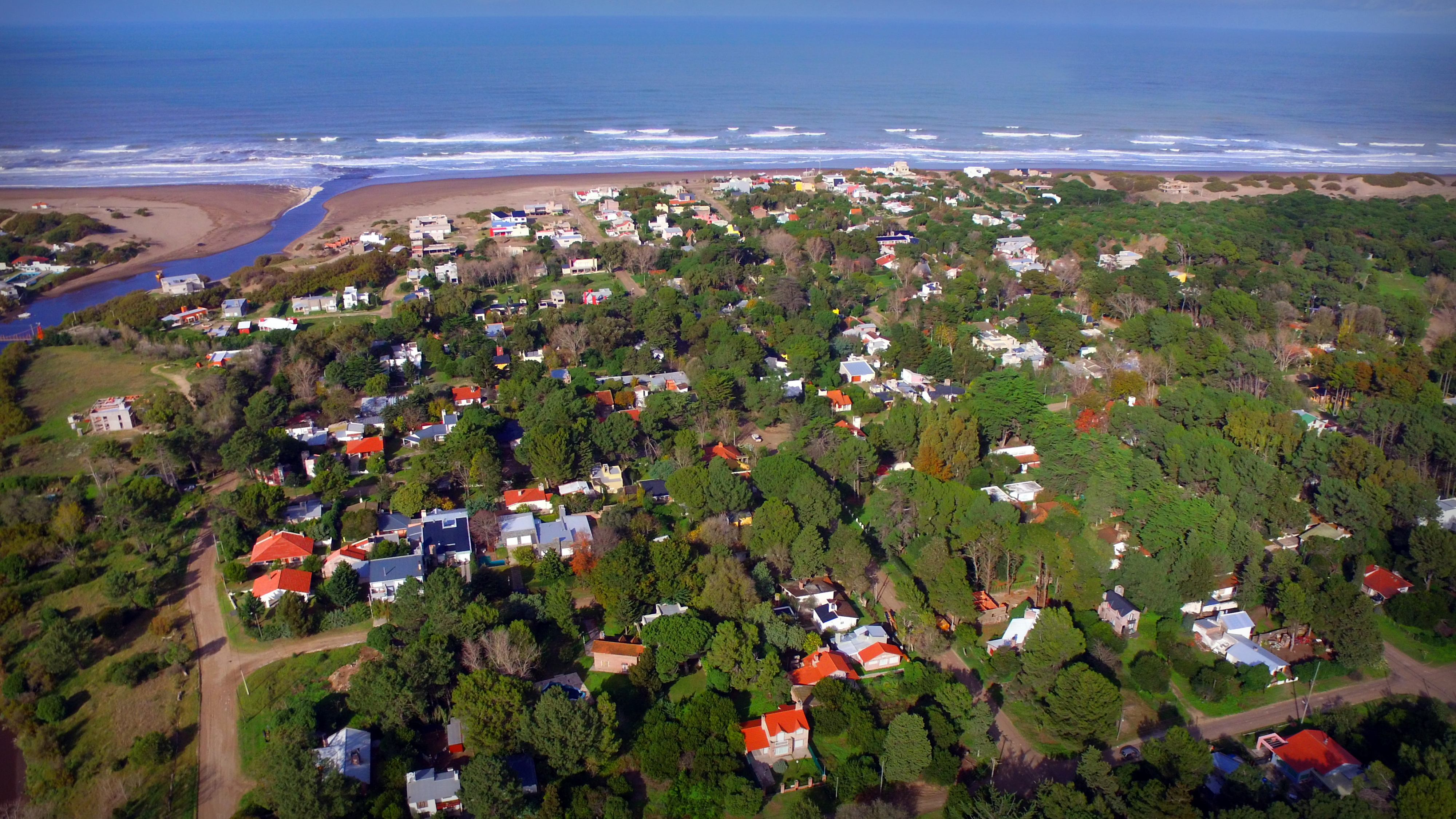
Bosque y playa, vista aérea de Dunamar

- Balneario Orense, Claromecó, Dunamar y Balneario Reta: con aguas muy tranquilas y templadas, cuyo paisaje más famoso es la puesta o salida del sol en la playa.

Partido de Coronel Dorrego
- Balneario Oriente

Partido de Monte Hermoso
- Balneario Sauce Grande
- Monte Hermoso

Partido de Coronel Rosales

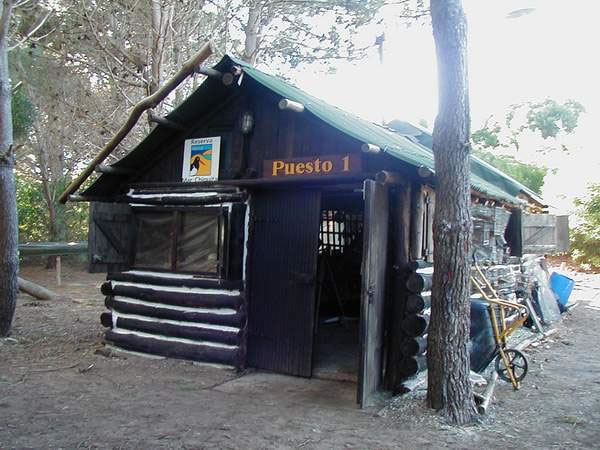
Cabaña de usos múltiples que sirve de base de operaciones para el servicio de guardaparques de la Reserva de Biósfera "Parque Mar Chiquita".

- Coronel Rosales posee varias localidades balnearias, como lo son Balneario Pehuen-Có (principal zona turística de este municipio), Punta Ancla, Arroyo Pareja y Villa del Mar.

Partido de Bahía Blanca
- Bahía Blanca, si bien es la segunda ciudad balnearia en cuanto a población, aloja un pequeño balneario, como lo es Maldonado; también se puede acceder a la playa en la localidad de General Daniel Cerri.

En los partidos de Villarino y Patagones se encuentran pequeñas localidades costeras, que son Balneario La Chiquita y Bahía San Blas, respectivamente.

## Río Negro

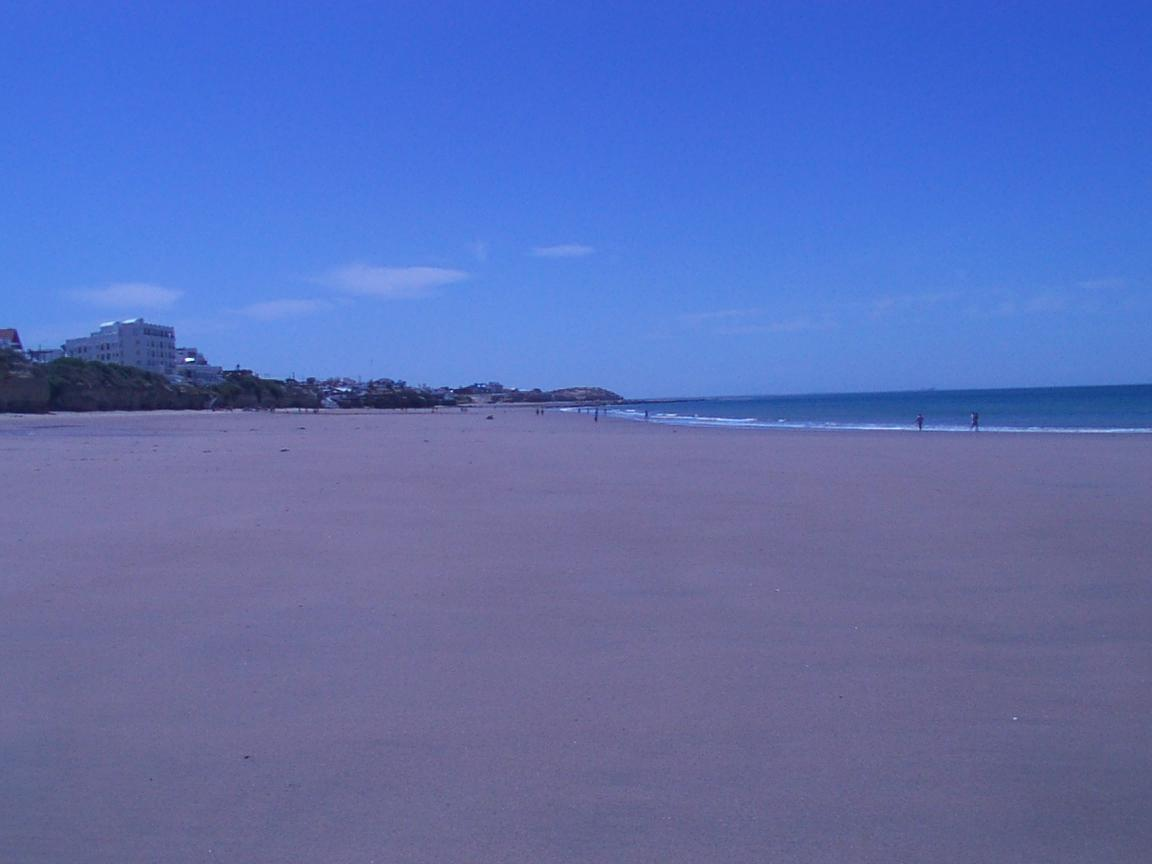
Las Grutas, Río Negro.

- Balneario El Cóndor: cercana a la ciudad de Viedma, aquí se encuentran una serie de pequeños balnearios sobre los acantilados.
- San Antonio Este
- San Antonio Oeste
- Las Grutas: situada en el golfo San Matías, es un pueblo pintoresco en constante crecimiento. Es uno de los balnearios más famosos de las playas de la Patagonia. Cuenta con una importante infraestructura de alojamiento para disfrutar de una serie de costas vírgenes, recubiertas totalmente de almejas y caracoles.
- Playas Doradas: situada a 28 km de la localidad de Sierra Grande.

## Chubut
- Puerto Madryn: es una ciudad con alrededor de 90 000 habitantes, lo que la posiciona como la cuarta ciudad más extensa sobre la costa argentina. Es una ciudad que crece constantemente. En el centro de la ciudad se construyen muy frecuentemente amplios y modernos locales comerciales, y muchos edificios que no superan los 14 pisos de altura. Esta ciudad es una de las más grandes de la Costa Atlántica de la Patagonia. Durante la temporada de verano, las playas son muy concurridas, en donde además de baños de sol y agua se practican deportes náuticos. A lo largo de ellas, hay balnearios con servicios de restaurante y confiterías que se encuentran abiertos durante todo el año. Los golfos San José y Nuevo son visitados principalmente para realizar "bautismos submarinos". Puerto Madryn es denominada "Capital Nacional del Buceo". Posee aguas cristalinas y serenas, lo que permite una penetración de luz hasta los 70 m de profundidad. Todas las ciudades poseen escenarios naturales aptos para la práctica de la pesca, los deportes náuticos, los safaris, el senderismo y las cabalgatas, además de la más variada oferta gastronómica y hotelera.
- Playa Unión: es el principal balneario de la ciudad de Rawson, ubicado a 6 km de esta.
- Playa Magagna: se denomina así a una franja costera de unos seis kilómetros ubicada a 12 km de Rawson. Es un complejo de varias playas, que conforman una constante variedad de bellezas naturales, tanto de las playas como del medio que lo rodea. En estas costas también hay una defensa contra la erosión del mar, debido al daño que en pocos años se acentuó en esa zona.
- Comodoro Rivadavia: es la tercera ciudad más extensa sobre la costa argentina, posee varias playas urbanas y naturales de importancia.

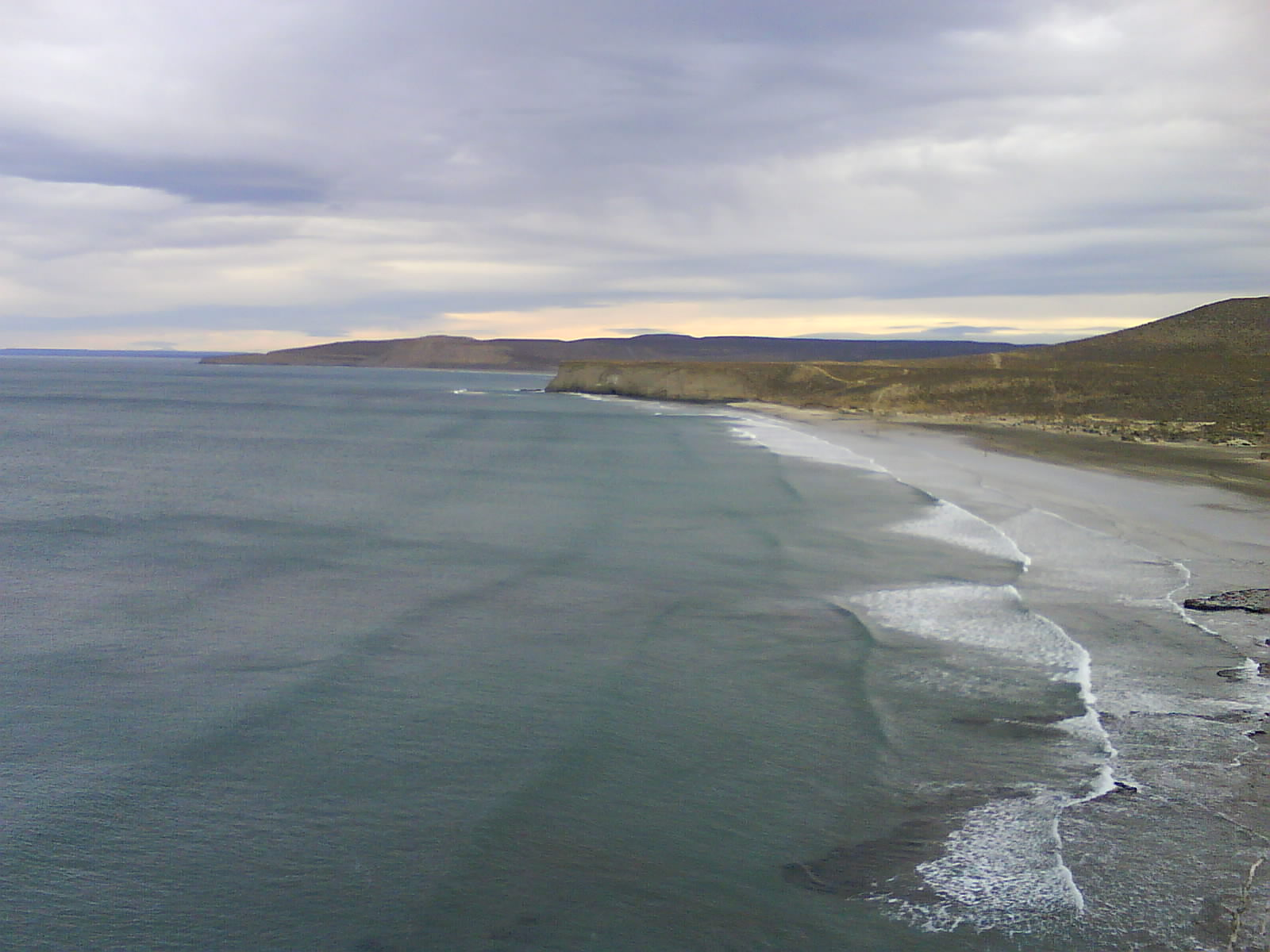
Playa Bonita desde Punta del Marqués

- Rada Tilly: es el balneario más austral de América. Situada 14 km al sur de Comodoro Rivadavia, sus extensas playas de 600 m de ancho en bajamar y más de 3 km de largo, invitan a ser recorridas en tranquilas caminatas. El paisaje de aguas azules y desierto salvaje se puede disfrutar desde sus miradores, ubicados en cada uno de los cerros que rodean la villa Rada Tilly: al norte Punta Piedras y al sur Punta del Marqués. Al sur de Rada Tilly, la Reserva de Punta Marqués, una imponente meseta compuesta por fondos marinos que supera los 20 millones de años de antigüedad, se interna 1500 m en el mar Argentino, demarcando el centro del Golfo San Jorge.
- Playa Bonita y Playa La Herradura: 2 playas de 3 km de largo compuestas de arena fina.

## Santa Cruz

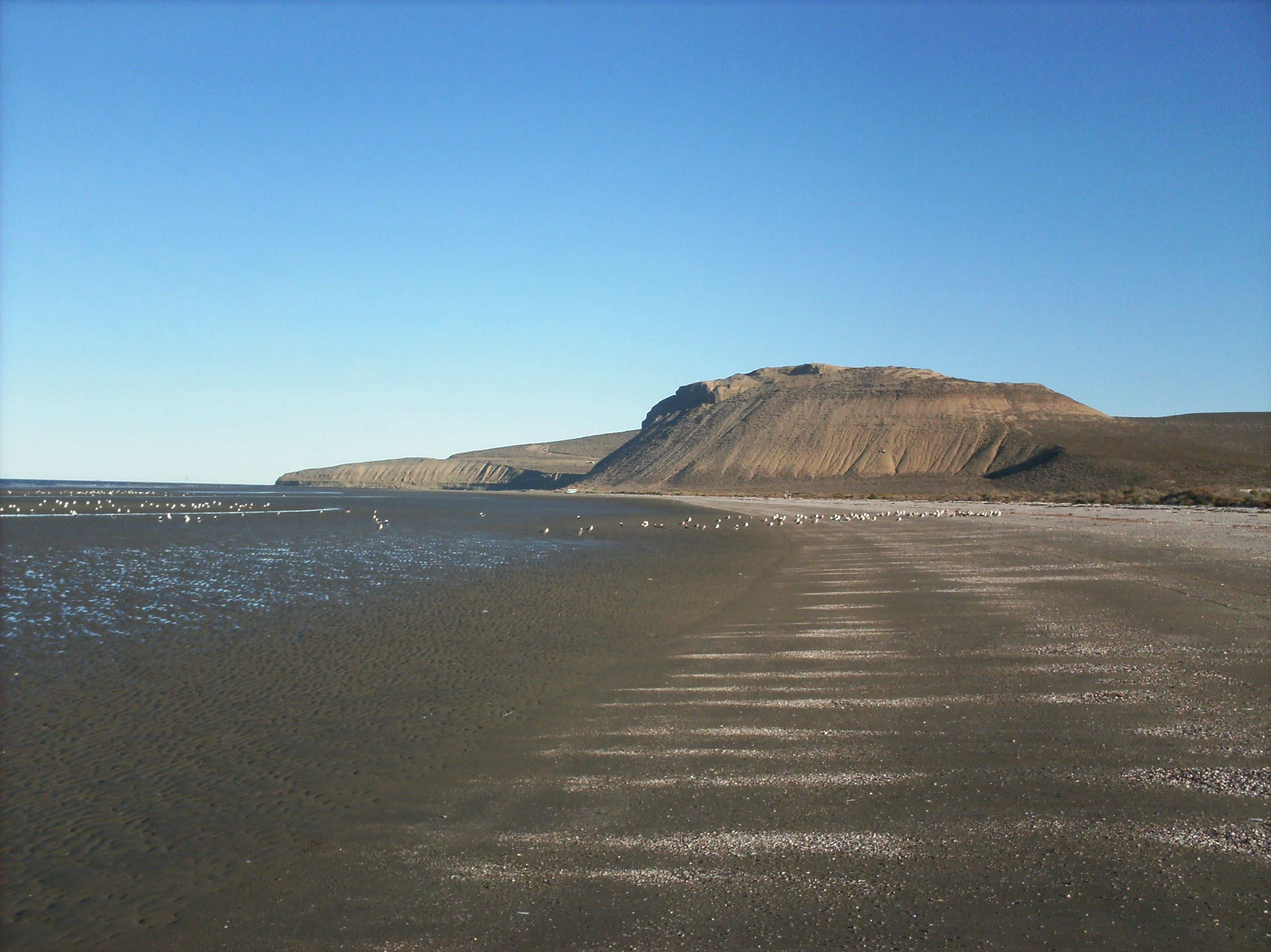
Vista a la famosa Punta Peligro

- Playa Los Límites, Playa La Tranquera y Playa Alsina.
- Caleta Olivia: es uno de los últimos puntos balnearios de la Argentina. Posee playas de cantos rodados y más al norte de la ciudad, arenas finas en playas vírgenes cercanas. Más al sur, las aguas son excesivamente frías, incluso en pleno verano.

## Tierra del Fuego, Antártida e Islas del Atlántico Sur
- Sus únicas 2 ciudades tienen playas: Río Grande y Ushuaia.